# Paws of the Bear
Paws of the Bear er en amerikansk stumfilm fra 1917 af Reginald Barker.

## Medvirkende
- William Desmond som Ray Bourke
- Clara Williams som Olga Raminoff
- Robert McKim som Boris Drakoff
- Wallace Worsley som Curt Schrieber
- Charles K. French som von Mittendorf